# Kerstin Stegemann
Kerstin Stegemann est une joueuse de football allemande née le 29 septembre 1977 à Rheine. Elle évolue au poste de milieu de terrain défensif. Pour la saison 2009/2010 elle joue au FSV Gütersloh. C'est une internationale allemande qui est un des piliers de la Nationalelf.
Elle connait sa première sélection en équipe nationale le 13 avril 1995, à l'occasion d'un match face à la Pologne. Avec son pays elle remporte la Coupe du monde féminine 2003, puis celle de 2007 organisée en Chine. Elle est également sacrée quatre fois championne d'Europe.
Stegemann dépasse le cap des 150 sélections en équipe nationale le 23 novembre 2006 lors d'un match face au Japon. Rares sont les autres joueuses allemandes à avoir dépassé ce cap symbolique. Stegemann possède (en août 2009) un nombre impressionnant de 191 matchs joués pour son pays (8 buts marqués), ce qui constitue presque un record en Allemagne.
Présente aux Jeux olympiques de Pékin en 2008, elle remporte sa troisième médaille de bronze après les olympiades de Sydney en 2000 et d'Athènes en 2004.

## Carrière
- 1993-1994 :  VfB Rheine
- 1994-1998 :  FC Eintracht Rheine
- 1998-2000 :  FCR 2001 Duisburg
- 2001-2001 :  FFC Flaesheim-Hillen
- 2001-2007 :  FFC Heike Rheine
- 2007-2008 :  SG Wattenscheid 09
- 2008-2009 :  HSV Borussia Friedenstal
- depuis 2009 :  FSV Gütersloh

## Palmarès
- Championne du monde : 2003 et 2007.
- Championne d'Europe : 1997, 2001, 2005 et 2009.
- Médaille de Bronze aux Jeux olympiques de Sydney en 2000, aux Jeux olympiques d'Athènes en 2004 et aux Jeux olympiques de Pékin en 2008.
- Championne d'Allemagne en 2000 avec le FCR Duisburg
- Vainqueur de la DFB-Hallenpokalsieger en 2000 avec le FCR Duisburg
- Vainqueur de la DFB-Hallenpokalsieger en 2003 avec le FFC Heike Rheine